# Sân vận động Auguste-Delaune
Sân vận động Auguste-Delaune (tiếng Pháp: Stade Auguste-Delaune) là một sân vận động đa năng ở Reims, Pháp. Sân được sử dụng chủ yếu cho các trận đấu bóng đá. Đây là sân nhà của Stade de Reims. Đây là một trong những địa điểm tổ chức Giải vô địch bóng đá nữ thế giới 2019. Nơi đây đã tổ chức năm trận đấu vòng bảng và một trận đấu vòng 16 đội.

## Giải vô địch bóng đá thế giới 1938
| Ngày               | Vòng        | Đội #1  | Kết quả | Đội #2         | Khán giả |
| ------------------ | ----------- | ------- | ------- | -------------- | -------- |
| 5 tháng 6 năm 1938 | Vòng 16 đội | Hungary | 6–0     | Đông Ấn Hà Lan | 9.000    |

## Giải vô địch bóng đá nữ thế giới 2019
| Ngày                | Vòng        | Đội #1      | Kết quả | Đội #2   | Khán giả |
| ------------------- | ----------- | ----------- | ------- | -------- | -------- |
| 8 tháng 6 năm 2019  | Bảng A      | Na Uy       | 3–0     | Nigeria  | 11.058   |
| 11 tháng 6 năm 2019 | Bảng F      | Hoa Kỳ      | 13–0    | Thái Lan | 18.591   |
| 14 tháng 6 năm 2019 | Bảng C      | Jamaica     | 0–5     | Ý        | 12.016   |
| 17 tháng 6 năm 2019 | Bảng A      | Hàn Quốc    | 1–2     | Na Uy    | 13.034   |
| 20 tháng 6 năm 2019 | Bảng E      | Hà Lan      | 2–1     | Canada   | 19.277   |
| 24 tháng 6 năm 2019 | Vòng 16 đội | Tây Ban Nha | 1–2     | Hoa Kỳ   | 19.633   |

## Hình ảnh

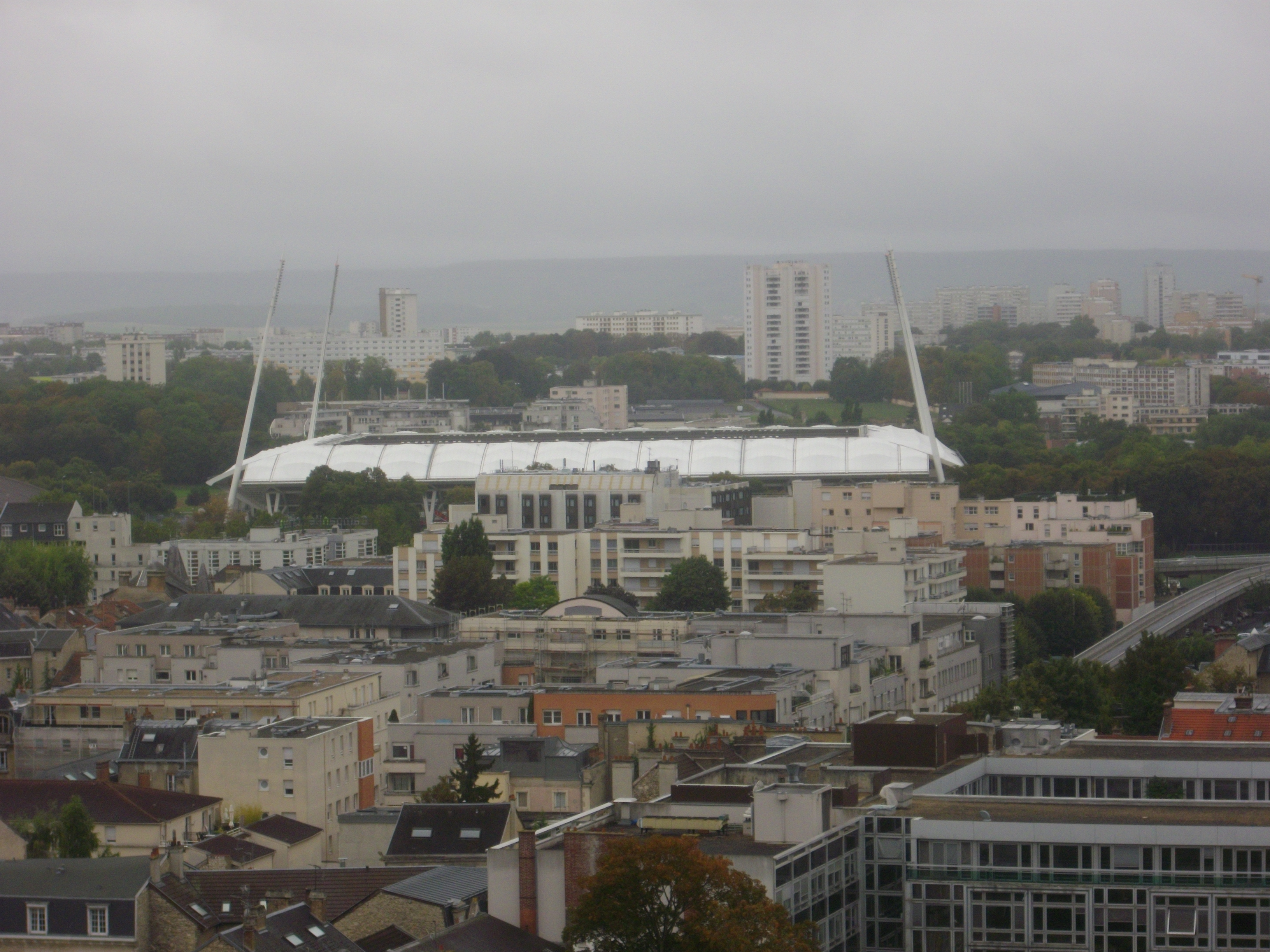
Quang cảnh bên ngoài
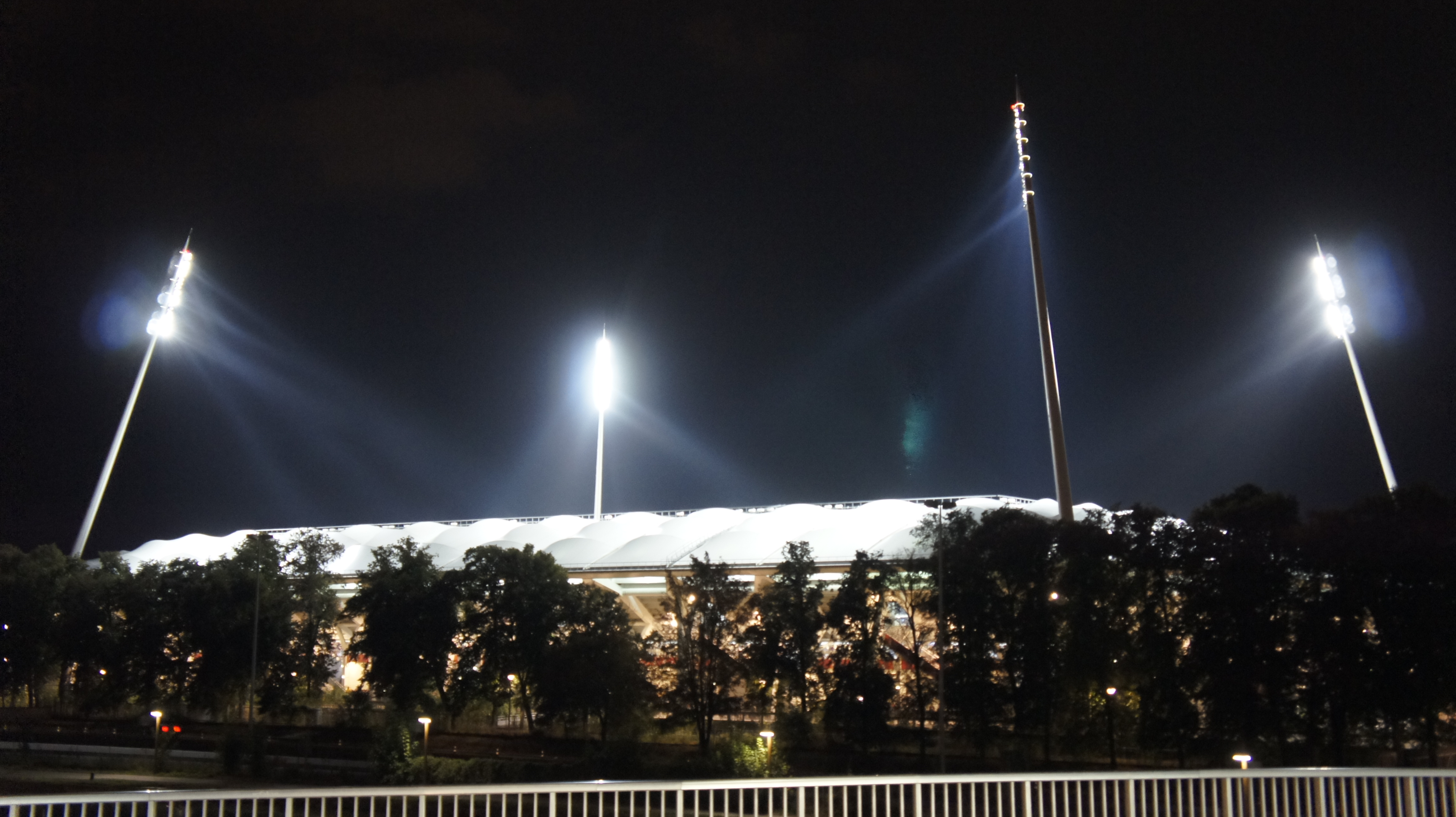
Đèn pha chiếu sáng đang bật nhìn từ bên ngoài